# بيت الحرضي (الرجم)

تعديل مصدري - تعديل

بيت الحرضي هي إحدى قرى عزلة العزكي بمديرية الرجم التابعة لمحافظة المحويت، بلغ تعداد سكانها 366 نسمة حسب تعداد اليمن لعام 2004.